# Quatro belezas

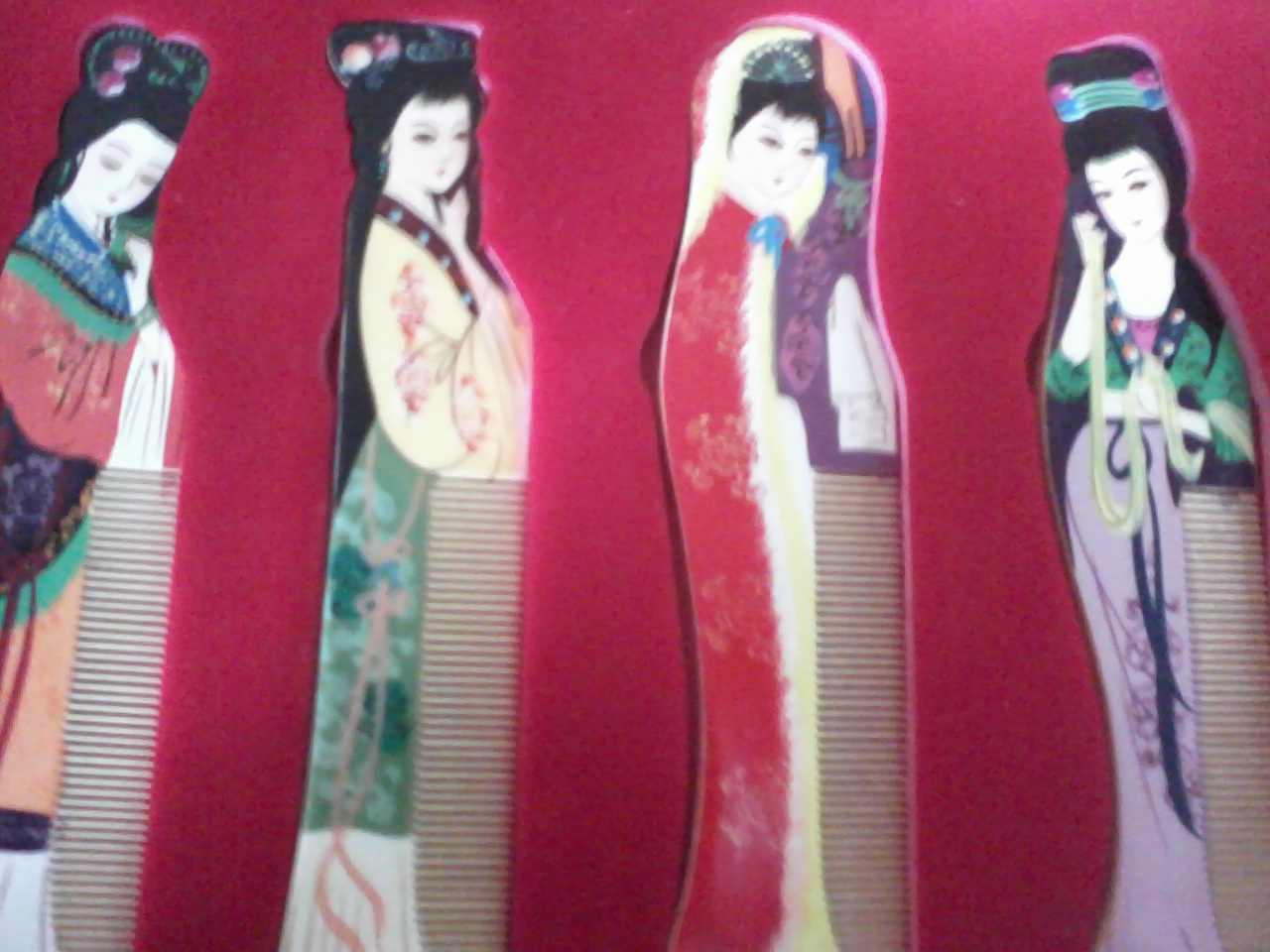
Pentes de Changzhou representando as Quatro Belezas da China

As Quatro Belezas ou Quatro Grandes Belezas são quatro mulheres chinesas que eram conhecidas por sua beleza. As quatro são geralmente identificadas como Xi Shi, Wang Zhaojun, Diaochan e Yang Guifei.  A escassez de registros históricos a respeito delas significava que muito do que se sabe delas hoje foi muito embelezado pela lenda. Dizia-se que todas elas, de alguma forma, chamaram a atenção de um rei ou imperador governante em suas respectivas épocas.  Elas ganharam sua reputação pela influência que exerceram sobre reis e imperadores e, conseqüentemente, pela forma como suas ações impactaram a história chinesa. Três das Quatro Belezas colocaram reinos de joelhos e suas vidas terminaram em tragédia.

## Xi Shi
Xi Shi viveu por volta dos séculos 7 a 6 aC, durante o período da primavera e outono. Semelhante à história do Zhuangzi, dizia-se que ela era tão linda que os peixes se esqueciam de como nadar e afundavam abaixo da superfície ao ver seu reflexo na água.  Xi Shi era de Zhuji, a capital do Antigo Reino Yue. Goujian, o rei de Yue, havia se rendido ao estado rival de Wu, com o objetivo de ganhar tempo antes de decretar sua vingança. Parte de seu plano era despachar Xi Shi como um presente para Fuchai, o rei de Wu, na esperança de que Fuchai se apaixonasse por ela e se distraísse de seus deveres oficiais. O plano deu certo, com Fuchai gastando todo o seu tempo entretendo Xi Shi e não cuidando de assuntos militares. Em parte devido à sua distração, Goujian foi capaz de derrotar um Fuchai despreparado na batalha. Fuchai, cheio de arrependimento, cometeu suicídio. Existem dois relatos do que aconteceu com Xi Shi. A primeira é que Goujian a matou afogando-a porque temia que ele também ficasse hipnotizado por sua beleza. A segunda foi que ela acabou se reunindo com seu amante Fan Li e eles viveram juntos em reclusão.

## Wang Zhaojun
Wang Zhaojun nasceu por volta de 50 aC, durante a dinastia Han Ocidental. Novamente refletindo o Zhuangzi, ela era considerada tão bonita que sua aparência atrairia os pássaros em vôo para cair do céu.  Conhecida localmente por sua beleza e habilidade em tocar pipa, ela foi escolhida para ser admitida no harém do imperador Yun, apesar de sua pouca idade. Apesar de sua beleza, o imperador nunca a visitou, pois ela se recusou a subornar os retratistas oficiais, que então pintaram um retrato nada lisonjeiro dela. Em 33 aC, o Xiongnu Chanyu Huhanye veio à capital Han, Chang'an, em uma visita oficial e pediu uma beldade Han como sua esposa como parte do sistema de aliança de casamento entre a dinastia Han e os Xiongnu. O novo imperador, o imperador Huan, ordenou que a mulher mais simples do harém fosse dada a Huhanye, e assim Wang Zhaojun foi escolhido, com base em seu retrato pouco lisonjeiro. O artista Mao Yanshou foi posteriormente executado por enganar o imperador.

## Diaochan
Diaochan viveu durante os anos finais do Han Oriental e o subsequente período dos Três Reinos. Ela disse ser tão luminosamente adorável que a própria lua se esquivava de vergonha quando comparada com seu rosto.  Registros históricos chineses indicam que o guerreiro Lü Bu teve um caso secreto com uma das criadas do senhor da guerra Dong Zhuo e ele constantemente temia que Dong Zhuo descobrisse. Esta foi uma das razões pelas quais ele traiu e assassinou Dong Zhuo em 192. Porém, o nome da empregada não ficou registrado na história. Em recontagens posteriores, como o romance Ming Romance dos Três Reinos, essa mulher é chamada de Diaochan, e detalhes fictícios sobre sua vida foram adicionados ao longo dos séculos.

## Yang Guifei
Yang Guifei viveu no século 8 e era a amada consorte do imperador Xuanzong de Tang. Dizia-se que ela tinha um rosto que envergonhava todas as flores. O imperador Xuanzong a adorava tanto que ela foi capaz de persuadi-lo a nomear seu primo, Yang Guozhong, chanceler principal. Durante a Rebelião de An Lushan, enquanto o imperador Xuanzong e seu cortejo fugiam da capital Chang'an para Chengdu, os guardas do imperador exigiram que ele matasse Yang Guifei porque culparam seu primo Yang Guozhong e o resto de sua família pela rebelião. O imperador capitulou e relutantemente ordenou que seu assistente Gao Lishi estrangulasse Yang até a morte. Yang Guifei se tornou uma figura trágica em representações posteriores. Particularmente influente foi o longo poema do poeta Tang Bai Juyi, "Chang hen ge" ("Canção da Tristeza Eterna").

## Expressões idiomáticas
Expressões bem conhecidas descrevem as Quatro Belezas.  A origem exata dessas expressões é debatida.
| Chinês                              | Português |
| ----------------------------------- | --- |
| 西施沉魚 昭君落雁 貂蟬閉月 貴妃羞花 | Xi Shi afunda peixes Wang Zhaojun atrai pássaros para que caiam Diaochan eclipsa a lua Yang Guifei envergonha as flores |